# Виктор Хряпа
Виктор Хряпа е руски баскетболист от украински произход. Дългогодишен капитан на ПБК ЦСКА Москва, където играе в продължение на 13 сезона. Висок е 206 см и тежи 107 кг. Брат му, Николай Хряпа също е бил баскетболист.

## Кариера
Първият му професионален отбор е Химик (Южни). През 2000 преминава в Автодор (Саратов). През 2002 преминава в ПБК ЦСКА Москва. Същата година Виктор получава повиквателна за националния отбор на Русия. Той участва на световно първенство, като Русия заема 10 място. През 2003 и 2004 Хряпа става шампион на Русия с ЦСКА. В 2004 участва в драфта на НБА. Изтеглен е от Ню Джърси Нетс, но в крайна сметка се озовава в Портланд Трейл Блейзърс. В дебютния си сезон в НБА играе в 32 мача, в 5 от които е титуляр. На следващия сезон получава значително по-голям шанс за изява, записвайки 69 мача (53 като титуляр), а в отбора половин година играе и сънародникът му и съотборник от ЦСКА Сергей Моня. На 28 юни 2006 Виктор и Тайръс Томас са разменени за Ламаркъс Олдридж от Чикаго Булс. В състава на „биковете“ за 2 сезона Виктор не започва нито веднъж като титуляр. В крайна сметка Виктор решава да разтрогне и през 2008 отново облича екипа на ЦСКА, печелейки евролигата. Също така крилото става капитан на „армейците“. През 2011 е избран за МВП на плейофите в ПБЛ. Сезон 2011/12 започва слабо, но постепенно навлиза във форма. На 14 януари 2012 вкарва 20 точки на Спартак Санкт Петербург. През лятото на 2012 участва на олимпийските игри в Лондон. През декември 2013 се отказва от националния отбор на Русия. През 2018 г. напуска ЦСКА Москва.